# Lycée Édouard-Herriot
Le lycée Édouard-Herriot est un  lycée du 6e arrondissement de Lyon en France. Il était lors de sa création en 1882 le premier lycée de jeunes filles de Lyon, alors que le lycée Ampère était un lycée de garçons. Il accueille des classes préparatoires littéraires.

## Historique
L'établissement est créé en 1882, sous l'influence de Jeanne Desparmet-Ruello, première directrice qui dirigera le lycée jusqu'en 1908. Il accueille les jeunes filles de la bourgeoisie lyonnaise. Le lycée est alors situé quai des Brotteaux (actuel quai Sarrail), à proximité du collège-lycée Ampère. Mais, dès la rentrée 1884, les effectifs des élèves atteignent la limite des capacités du bâtiment. Aussi les recteurs de l'académie successifs écrivent-ils à la mairie de Lyon, lui demandant de trouver un nouveau bâtiment pour le lycée de jeunes filles. En janvier 1897, après avoir acquis un terrain place Saint-Pothin (aujourd'hui place Edgar-Quinet), le conseil municipal de Lyon vote l'organisation d'un concours d'architecte. Celui-ci est remporté le 16 avril 1898 par Barthélémy Delorme et les travaux ne tardent ensuite pas à démarrer. Le 16 novembre 1902, l'édifice actuel, qui donne sur un jardin public et l'église Saint-Pothin, est inauguré ; il est alors baptisé en l'honneur d'Edgar Quinet. Durant les travaux, le lycée s'installe dans le palais Saint-Pierre.
Pendant la Première Guerre mondiale, le lycée est transformé en hôpital militaire et l'établissement est déplacé dans la mairie du 6e arrondissement de Lyon et dans l'annexe du lycée Ampère.
En 1957, à la mort du maire de la ville et ancien professeur Édouard Herriot, le lycée prend son nom en hommage.

## Enseignement
Le lycée accueille des élèves qui préparent le baccalauréat général (S, ES, L) ainsi que des élèves en filière technologique (STMG). Cet établissement accueille également des CPGE littéraires (Khâgnes A/L et LSH). Enfin, des élèves norvégiens y sont également admis pour passer le baccalauréat français.

### Classement du lycée
En 2015, le lycée se classe 30e sur 67 au niveau départemental quant à la qualité d'enseignement, et 1385e au niveau national. Le classement s'établit sur trois critères : le taux de réussite au bac, la proportion d'élèves de première qui obtient le baccalauréat en ayant fait les deux dernières années de leur scolarité dans l'établissement, et la valeur ajoutée (calculée à partir de l'origine sociale des élèves, de leur âge et de leurs résultats au diplôme national du brevet).

### Classements des CPGE
Le classement national des classes préparatoires aux grandes écoles (CPGE) se fait en fonction du taux d'admission des élèves dans les grandes écoles. 
En 2018, L'Étudiant donnait le classement suivant pour les concours de 2017 :
| Filière | Élèves admis dans une grande école* | Taux d'admission* | Taux moyen sur 5 ans | Classement national | Évolution sur un an |
| --- | ----------------------------------- | ----------------- | -------------------- | ------------------- | ------------------- |
| Khâgne A/L | 3 / 31 élèves                       | 9,7 %             | 4,5 %                | 3e sur 36           | 3                   |
| Khâgne LSH | 6 / 80 élèves                       | 7,5 %             | 6,5 %                | 8e ex æquo sur 73   | 4                   |
| Source : Classement 2018 des prépas - L'Étudiant (Concours de 2017). * le taux d'admission dépend des grandes écoles retenues par l'étude. En khâgne, ce sont 5 écoles de commerce (HEC, ESSEC, ESCP Europe, EM Lyon, EDHEC), l'ENSAE, l'ENC et 3 ENS qui ont été retenus par L'Étudiant. |                                     |                   |                      |                     |                     |

## Liste des proviseurs
- De 1883 à 1908 : Jeanne Desparmet-Ruello
- 1990 : M. Varin
- 2003-2015 : Mme Oudot
- Jusqu'à fin 2015 : M. Bougault
- Début 2016 : Mme Tirand (faisant fonction par intérim)
- Jusqu'à fin 2023 : M. Vazquez
- Depuis la rentrée 2023 : M. Coursodon

## Personnalités liées à lycée
- Samuel Paty y fut élève en classes préparatoires littéraires[2].
- Salomé Saqué y fut élève en classes préparatoires littéraires.
- Lucie Aubrac y enseigna.
- Jeannette Colombel y enseigna.

## Accès
Ce site, situé au 6, place Edgar-Quinet, est desservi par la station de métro Foch.   et   arrêt Edgar-Quinet.

## Homonymie
Il existe également un lycée Édouard-Herriot à Voiron (Isère).